# Windmühle Emtinghausen

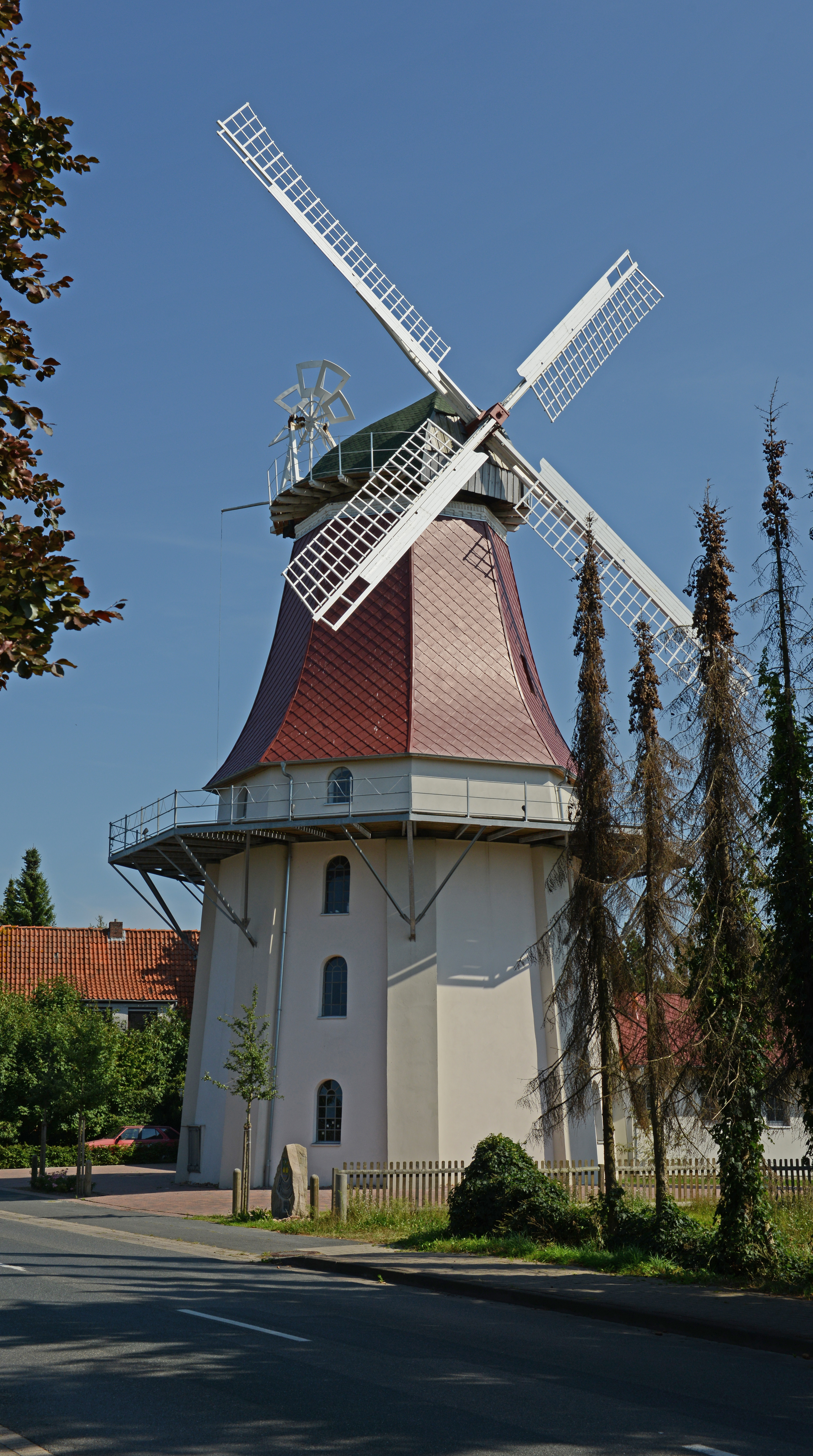
Die Windmühle von Emtinghausen im September 2012

Die Windmühle Emtinghausen liegt an der Niedersächsischen Mühlenstraße (Nummer 46) in der Gemeinde Emtinghausen. Sie geht auf eine Schenkung Georgs von Braunschweig-Wolfenbüttel, Erzbischof von Bremen und Bischof von Verden, aus dem Jahre 1561 zurück. Dieser überschrieb der Familie des verstorbenen Ritters Hermeling als Entschädigung für das von diesem gepachtete und nach seinem Tod wieder eingezogene Schloss Thedinghausen ein Kamp. Zudem erteilte er den Söhnen des Edelmanns das Recht, auf dem Stück Land eine Mühle zu errichten. Diese blieb für mehrere Jahrhunderte an das Hermelingsche Gut angeschlossen. Im Jahre 1631 zerstörte ein schwerer Sturm die Mühle vollständig, die anschließend in den Wirren Dreißigjährigen Krieges als Ruine verblieb und erst 1650 nach Abschluss des Westfälischen Friedens wieder aufgebaut wurde. Nur 29 Jahre darauf brannte das Gebäude jedoch infolge eines Blitzschlages am 26. Juli 1679 nieder und musste für 160 Reichstaler neu errichtet werden. 1816 erfolgte ein weiterer Neubau, bevor man nach Plänen des Architekten H. Cordes 1873 den noch heute bestehenden Galerieholländer konstruierte.
Für viele Jahre war dieser im Besitz der Familie Lange, die ihn zwischen 1930 und 1960 an den Müller Dietrich Hustedt verpachtete. In dieser Zeit erfolgte der Anbau eines Maschinenhauses mit Hilfsaggregat, so dass der Mahlbetrieb nun unabhängig vom Wind möglich war. Davon zeugt noch heute der Schornstein neben der Mühle. 1960 erwarb mit Werner Eilers der Besitzer eines Mischfutterbetriebs das Bauwerk. Er baute die gesamte Mahltechnik aus, um im Inneren Platz für Getreidesilos zu schaffen. Seitdem ist die Mühle Emtinghausen außer Betrieb und stand die letzten Jahre leer – einhergehend mit einem langsamen baulichen Verfall.

## Sanierung
Im Laufe der Zeit kamen immer wieder Ideen bezüglich einer Nachnutzung auf, die beispielsweise ein Gemeindehaus, ein Café oder ein Museum vorsahen. 2005 kaufte die Gemeinde die Mühle relativ kostengünstig auf – mit dem Ziel, sie als technisches Denkmal zu erhalten. Im Herbst 2008 wurde der Bewilligungsbescheid für das Bauvorhaben nach einigen Verzögerungen erteilt. Mit Fördermitteln der Europäischen Union begann die Sanierung, die unter anderem umfangreiche Maurer- und Malerarbeiten beinhaltete. Nach der ersten Instandsetzung übernahm der Dorfverein Emtinghausen-Bahlum die Innenrenovierung und anschließende Nutzung.
Während die zweite Etage als Raum für Ausstellungen vorgesehen ist, wurde das Erdgeschoss zu einem Dorfgemeinschaftshaus mit moderner Küche umgebaut. Das oberste dritte Stockwerk schließlich sollte gemäß den Planungen zum „Schau-Mahlen“ nach alter ursprünglicher Methode genutzt werden. Die Verantwortlichen gaben jedoch an, die Reparatur des windgetriebenen Mahlwerks würde ungefähr 7500, der fachgerechte Einbau nochmals 60.000 bis 80.000 Euro kosten. Derartige Geldmittel stünden aber bis auf weiteres nicht zur Verfügung. Während für das Hauptgebäude zum Teil auch die Dienste professioneller Handwerksbetriebe in Anspruch genommen werden, restauriert der etwa 100 Mitglieder zählende Dorfverein den Anbau in Eigenarbeit und aus eigenen Mitteln. Bis einschließlich August 2010 investierten rund 30 freiwillige Helfer knapp 3000 Arbeitsstunden in das gesamte Projekt. Ende August 2010 konnte nochmals eine Großspende verzeichnet werden, als die Sparkassenstiftung 10.000 und die Sparkasse Thedinghausen 5500 Euro Unterstützung bereitstellten. Insgesamt belaufen sich die Kosten für die Sanierung auf rund 300.000 Euro, die aus Gemeinde-, Kreis- und Landesmitteln gedeckt werden. Die restaurierte Mühle wurde am 26. September 2010 im Rahmen der 750-Jahr-Feier der Gemeinde Emtinghausen-Bahlum eröffnet. Dabei übergaben die Gemeinde als Eigentümer und der stellvertretende Bürgermeister Gerold Bremer den Nutzungsvertrag über 30 Jahre an den Dorfverein.